# Gillbo IF
Gillbo IF är en tidigare svensk ishockeyklubb från Rotebro. Klubben var tvungen att lägga ner efter många års finansiella bekymmer.
Klubben har fostrat många framstående hockeyspelare, bl.a. NHL-stjärnan Patric Hörnqvist och landslagsstjärnan Emilia Ramboldt.